# میم کوین
میم کوین (به انگلیسی: Meme Coin) به یک رمز ارز می‌گویند که از یک میم اینترنتی سرچشمه بگیرد یا ویژگی‌های طنزآمیز داشته باشد. معمولاً میم کوین‌ها توکن‌هایی هستند که برروی یک شبکه بلاکچین مشخص، مثل آتریوم (Ethereum) ساخته می‌شوند و ماهیت درونی آن‌ها میم‌های معروف است.
در اواخر سال ۲۰۱۳، Dogecoin توسط مهندسان نرم‌افزار منتشر شد که ماهیت شکل‌گیری آن یک شوخی و میم معروف Doge بود. این باعث ایجاد چندین سکه میم بعدی شد. در اکتبر ۲۰۲۱، حدود ۱۲۴ سکه میم در بازار در گردش بود. نمونه‌های قابل توجه عبارتند از Dogecoin و Shiba Inu.
سکه‌های میم اغلب توسط افرادی جمع‌آوری یا معامله می‌شوند که به سادگی می‌خواهند بخشی از یک طنز باشند، اما مانند سایر ارزهای دیجیتال، گاهی به عنوان سرمایه‌گذاری‌هایی تلقی می‌شوند که ارزش آن‌ها می‌تواند همراه با بالا رفتن محبوبیتشان به شدت افزایش یابد. به‌طور کلی، ارزهای رمزپایه نوسانات زیادی دارند و میم کوین‌ها به‌طور خاص مستعد نوسانات بسیار بالا هستند.

## محبوبیت
از زمانی که ایلان ماسک استفاده از دوج کوین (Dogecoin)، یکی از اولین سکه‌های میم را تأیید کرد، محبوبیت سکه‌های میم افزایش یافت. او همچنان به ارسال توییت‌هایی دربارهٔ Dogecoin در سال ۲۰۲۲ ادامه داد، از جمله یکی در ژانویه که در آن اعلام کرد اگر مک دونالد شروع به پذیرش Dogecoin به عنوان روشی برای پرداخت کند، یک وعده غذایی شاد از مک دونالد در تلویزیون زنده می‌خورد. خطر از دست دادن پول در این عرصه قابل توجه است و شامل ریسک‌های بسیاری است. با این حال، به نظر می‌رسد برخی از پروژه‌ها در طول زمان موفق و پایدار باشند.